# Liste der geschützten Landschaftsteile im Bezirk Hallein
Die Liste der geschützten Landschaftsteile im Bezirk Hallein enthält die geschützten Landschaftsteile im Bezirk Hallein (Land Salzburg). Der Bezirk beherbergt insgesamt neun geschützte Landschaftsteile, wobei alleine drei Schutzgebiete in der Gemeinde Golling an der Salzach und je zwei in den Gemeinden Hallein bzw. Kuchl liegen. Die geschützten Landschaftsteile umfassen unterschiedlichste Biotoparten, wobei sich Gewässer, Auwälder, Moorflächen, Alleen, Wäder und Tallandschaften unter den Schutzgebieten befinden.

## Geschützte Landschaftsteile
| Foto |                 | Name                                | ID       | Standort                                                                                              | Beschreibung | Fläche   | Datum      |
| ---- | --------------- | ----------------------------------- | -------- | --- | --- | -------- | ---------- |
| 1    | Datei hochladen | Adneter Moos                        | GLT00034 | Adnet KG: Adnet I, Spumberg GrStNr: 117–128; 134/2,4; 1103; 1104; 1106 ff. Standort                   | Das Adneter Moos ist ein Flachmoor mit Riedweisenflächen, wobei zufließendes Wasser für den Eintrag von mineralischen Stoffen und Nährstoffen sorgt. | 39,37 ha | 24.08.1983 |
| 1    | Datei hochladen | Bluntautal                          | GLT00007 | Golling an der Salzach KG: Torren GrStNr: 432/1; 577/1–10; 600/1–10; 642; 643/31; 644/3; ff. Standort | Das Bluntautal wurde zur Erhaltung des Landschaftsbildes, der besonderen Lebensgemeinschaften von Pflanzen und Tieren, aus Artenschutzgründen und der wissenschaftlichen Bedeutung sowie zur Vernetzung einzelner Lebensräume und der Erholung geschützt. Das Tal liegt im Großraum Nördliche Kalkalpen, wird vom Torrener Bach durchflossen und dient als Naherholungsgebiet für Salzburg. | 433,8 ha | 04.06.1980 |
| 1    | Datei hochladen | Nikolausberg bei Golling            | GLT00020 | Golling an der Salzach KG: Torren GrStNr: 41; 44; 48; 50/1–4; Standort                                | Der Nikolausberg bei Golling stellt eine wissenschaftlich und kulturell bedeutende Naturschöpfung dar und weist zusammen mit der Kirche eine landschaftsprägende Wirkung auf. | 5,73 ha  | 06.01.1982 |
| 0 BW | Datei hochladen | Naturwaldreservat Biederer Alpswald | GLT00078 | Golling an der Salzach KG: Torren GrStNr: 600/63; 626/1; 626/2 Standort                               | Das Naturwaldreservat Biederer Alpswald am Hagengebirgsplateau steht im Besitz der Österreichischen Bundesforste. Es handelt sich um subalpinen Karbonat-Lärchen-Fichten-Zirbenwald, der schon seit längerer Zeit nicht mehr forstwirtschaftlich genutzt wird. | 28,24 ha | 06.12.1989 |
| 1    | Datei hochladen | Rifer Schloßallee                   | GLT00004 | Hallein KG: Taxach GrStNr: 133/8; 436/3; 437 ff Standort                                              | Die Riefer Schloßallee wurde zur Erhaltung des Landschaftsgepräges und der Lebensraumvernetzung als geschützter Landschaftsteil ausgewiesen. Das Schutzgebiet besteht aus drei Teilen, wobei ein Teil die aus Eichen und Eschen bestehenden Baumreihen beiderseits der auf der alten Salzachhochterrasse verlaufenden Zufahrtsstraße zum Schloss Rif umfasst. Der zweite Teil beinhaltet jene Linden, die entlang der Straße stehen, die vom Schlossvorplatz um das Schlossgrundstück führt und auf die Niederterrasse absteigt, der dritte Abschnitt umfasst die aus Kastanien bestehende Allee, die vom Schlossvorplatz im rechten Winkel zur Straßenachse des 1. Teilstückes nach NO abzweigt und auf die Salzachhochterrasse zum Haus Rif führt. | 1,4 ha   | 30.01.1980 |
| 0 BW | Datei hochladen | Schilfwiese bei Hallein/Taxach      | GLT00084 | Hallein KG: Taxach GrStNr: 168/1; 170/1 Standort                                                      | Die Wiese beherbergt die vom Aussterben bedrohte Zweizeilige Segge (Carex disticha) sowie Elemente einer Pfeifengras-Streuwiese auf. | 0,47 ha  | 11.07.1990 |
| 1    | Datei hochladen | Heiligensteiner-Au Kuchl            | GLT00036 | Kuchl KG: Weißenbach GrStNr: 4; 5; 12/1; 15/2; 17/3 Standort                                          | Die Heiligensteiner Au befindet sich am Westrand des Salzachtales und umfasst den Rest eines Auwaldes mit naturnahem Charakter und großer Artenvielfalt. Kernstück des Schutzgebietes ist ein Autümpel, der als Laichplatz für Amphibien dient. | 1,67 ha  | 19.12.1984 |
| 0 BW | Datei hochladen | Freimoos in Kuchl                   | GLT00041 | Kuchl KG: Georgenberg GrStNr: 212–215; 220; 221; 230–239; 241–255; 264; 265 ff. Standort              | Das Freimoos in der Gemeinde Kuchl ist ein Feuchtwiesengelände zwischen dem Georgen- und Unterlangenberg. Die Fläche wird mehrmals im Jahr überschwemmt und beherbergt Vorkommen der Sibirischen Schwertlilie (Iris sibirica), wobei dies der einzige Standort dieser Pflanze im Tennengau sein dürfte. | 8,74 ha  | 02.12.1985 |
| 1    | Datei hochladen | Teich bei St.Jakob am Thurn         | GLT00092 | Puch bei Hallein KG: Thurn GrStNr: 202/2; 202/4; 202/5; 204/1; 205/1,2 ff. Standort                   | Der Teich in der Gemeinde Puch umfasst Schilfstrände, Verlandungszonen und Binsen. Zum Schutzgebiet gehört auch eine angrenzende Nasswiese („Kaffeehauswiese“). | 4,49 ha  | 04.12.1991 |